# پالنگان
پالنگان (به کردی: پاڵنگان) روستایی از توابع بخش مرکزی شهرستان کامیاران در استان کردستان است. قدمت این روستا به پیش از اسلام برمی‌گردد و در فاصله ۸۰۰ متری دره تنگیور (ته‌نگیوه‌ر) و بخش ژاورود شهرستان کامیاران استان کردستان قرار دارد. 
معماری این روستا به شکل پلکانی است. در طول تاریخ چندین بار به دلایل مختلف ویران و مجدداً بازسازی شده است. پالنگان تا قبل از زمان هلو خان اردلان (۹۹۵–۹۶۹ شمسی) مرکز حکومت اردلان بوده است. نظر اکثر مورخان بر مسقط الراس بودن پالنگان برای حکومت اردلان است و از زمان پیدایش این امارت در سال ۱۱۶۸ میلادی (۵۴۷ شمسی و ۵۶۲ قمری) تا زمان انتقال مرکز حکومت‌شان به قلعه حسن‌آباد سنندج در حدود سال ۱۶۰۰ میلادی (حدود سال۹۸۰ شمسی و ۱۰۱۰ قمری) بمدت بیش از ۴۰۰ سال مقر حکومت کدخدامنشی اردلان بوده است.

## جمعیت
این روستا در دهستان ژاورود قرار دارد و براساس سرشماری مرکز آمار ایران در سال ۱۳۸۵، جمعیت آن ۸۲۱ نفر (۱۹۴خانوار) بوده است.

## جغرافیا

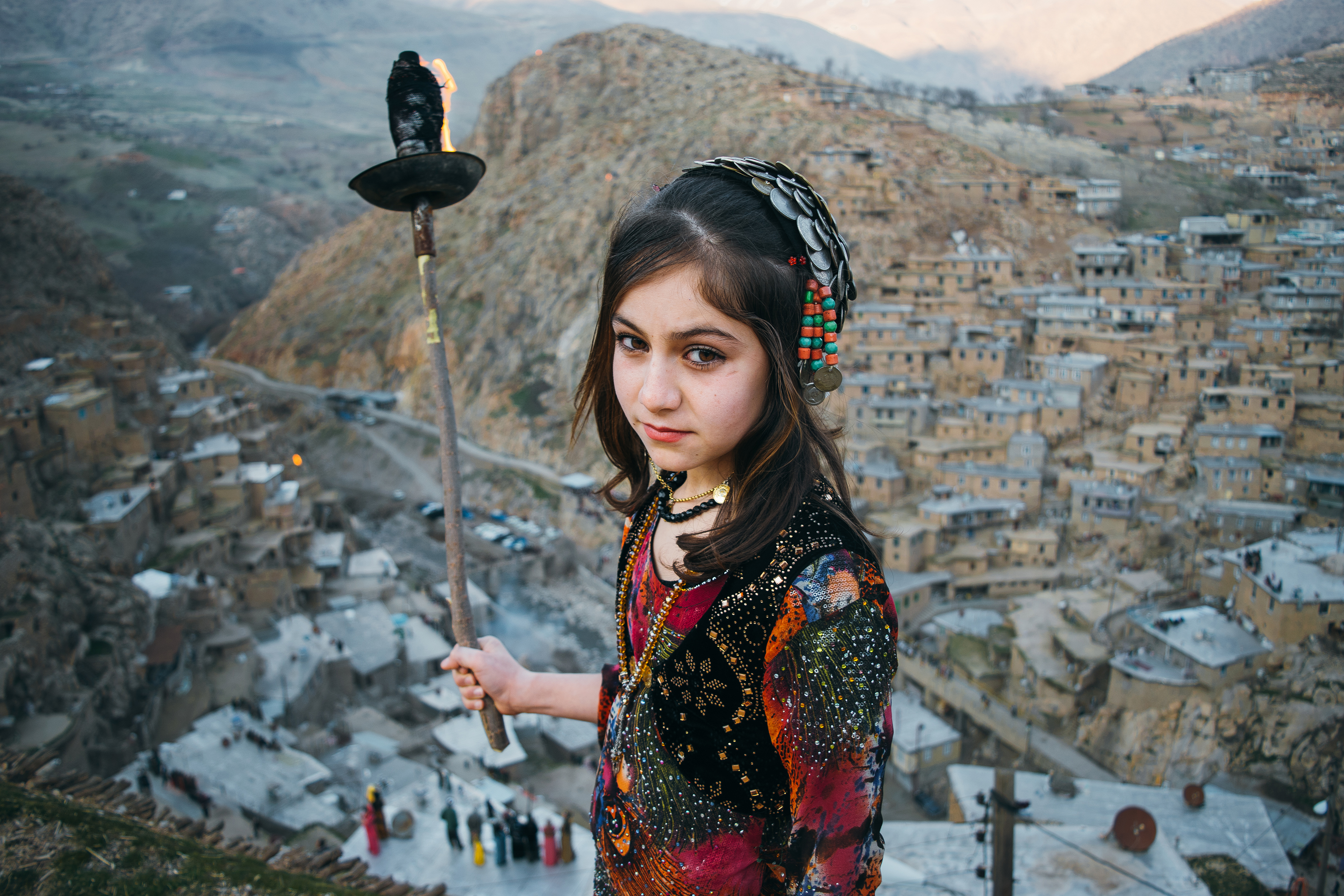
جشن نوروزی روستای پالنگان با چرخاندن مشعل‌ها و حرکت به بالای صخره‌های پشت روستای پالنگان توسط جوانان برگزار می‌شود. در این جشن مردم روستا با حضور بر بام خانه‌ها و با نواختن موسیقی‌های کردی و پوشیدن لباس‌های شاد و رنگارنگ به استقبال نوروز می‌روند.

یکی از روستاهای دهستان ژاورود از توابع شهرستان کامیاران در استان کردستان است و در ۵۵ کیلومتری شمال‌غرب این شهر و در دره تنگی ور قرار دارد. این روستا در دامنه کوه و در دو طرف دره قرار گرفته و خانه‌های آن با سنگ و عموماً به حالت پلکانی ساخته شده و پشت بام منزل پایین حیاط منزل بالا محسوب می‌شود.
رودخانه خروشان تنگی ور که از میان آبادی می‌گذرد آن را به دو قسمت تقسیم کرده است و خانه‌های روستا با سنگ و بیشترشان به صورت خشکه چینی ساخته شده است.
این ناحیه از مراکز مهم استان کردستان در دوره سلجوقی به بعد بوده است و قلعه پالنگان که مجاور روستا و در بالای کوه قرار دارد بیانگر این مطلب است. با توجه به بقایای مساجد، منازل قدیمی و باغ‌های این روستا به نظر می‌رسد که شالوده اصلی آن به دوره سامانی بازمی‌گردد.
روستا دارای یک گورستان قدیمی است که چند سنگ قبر با خط کوفی مربوط به سدهٔ ششم و هفتم در آن وجود دارد، اما از همه مهم‌تر بافت معماری پلکانی روستاست.
روستای پالنگان بیش از بیست چشمه جوشان دارد که آب زلال و خنک خود را به رودخانه تنگی ور می‌ریزند.
رودخانه تنگی ور که از میان روستا می‌گذرد، بخش اعظم آب خود را از این چشمه‌ها که در فاصله ۷۰۰ تا ۸۰۰ متری جنوب شرقی آبادی قرار دارند تأمین می‌کند و از همین رو آب رودخانه بسیار گواراست. رودخانه تنگیور بعد از گذر از آبادی در حدود ۳۰۰ متری غرب پالنگان به رودخانه پرآب سیروان می‌پیوندد.
روستای پالنگان نزدیک به هزار نفر جمعیت دارد که مذهب آن‌ها سنی است و به لهجه هورامی صحبت می‌کنند.
با اینکه پالنگان در یک منطقه کوهستانی است اما به دلیل آسفالت بودن مسیر، در تمام طول سال امکان بازدید از این روستا وجود دارد.
عمده محصولات تولیدی مردم این روستا، گندم، جو و انواع مواد لبنی است. گیوه بافی، جاجیم بافی و موج بافی از مهم‌ترین صنایع دستی پالنگان محسوب می‌شود. همچنین کشک محلی، گیوه، روغن و عسل طبیعی جزو سوغات پالنگانی هاست. از میان این‌ها عسل طبیعی روستا جایگاه ویژه‌ای دارد. در چند سال اخیر بخش غربی روستا که به روستای تفین منتهی می‌شود به باغستان تبدیل شده است. میوه‌هایی از جمله انار، توت فرنگی، هلو، زردآلو و انجیر از تولیدات این باغستان‌ها هستند. تابستان گرم و بهار معتدل پالنگان باعث شده که کوچ بهاری عشایر به ارتفاعات این روستا که با اجرای بسیاری از مراسم سنتی عشایر کرد مانند اجرای موسیقی گریان، چپله و سیاچمانه همراه است، گردشگران زیادی را به این روستا جذب کند.
اسب سواری، گرزبازی، غل غلان، بارباران، کوشه کوشه و چاک چاک از بازی‌های محلی پالنگان است که در ایام غیر کاری مانند پاییز و زمستان در اکثر کوچه‌ها و چشم‌اندازهای روستا برگزار می‌شود.
پالنگان یکی از ۷ روستای هدف در گردشگری استان کردستان است که پس از انجام مطالعات کارشناسی بدون هیچ تغییری در بافت خود به یک روستای گردشگری تبدیل شده است.
در فاصله ۸۰۰ متری جنوب شرقی روستای پالنگان در دره تنگیور و در محل چشمه‌های پرآب، قلعه‌ای به نام قلعه پالنگان قرار دارد که آثار و بقایای اتاقها، آتشکده‌ها و پل‌های قدیمی آن قابل مشاهده است.

## جشن نوروزی روستای پالنگان
جشن نوروزی روستای پالنگان در راستای ثبت ملی روستای تاریخی و گردشگر پذیر پالنگان، معرفی جاذبه تاریخی و گردشگری منطقه و معرفی رسوم متنوع آن برگزار می‌شود. این جشن شامل شادی و چرخاندن مشعل‌ها و حرکت به بالای صخره‌های پشت روستا توسط جوانان روستاست. در این جشن مردم با نواختن موسیقی‌های سنتی و پوشیدن لباسهای رنگارنگ و حضور بر بامهای خانه‌ها به استقبال بهار می‌روند.